# Tinnye, Pesta
Tinnye  este un sat în districtul Pilisvörösvár, județul Pesta, Ungaria, având o populație de 1.573 de locuitori (2011). 

## Demografie
Componența etnică a satului Tinnye
     Maghiari (94,39%)
     Romi (1,98%)
     Germani (1,06%)
     Necunoscut (1,25%)
     Alții (1,32%)
Componența confesională a satului Tinnye
     Romano-catolici (33,69%)
     Fără religie (19,96%)
     Reformați (18,56%)
     Atei (2,03%)
     Necunoscută (24,09%)
     Alte religii (2,99%)
Conform recensământului din 2011, satul Tinnye avea 1.573 de locuitori. Din punct de vedere etnic, majoritatea locuitorilor (94,39%) erau maghiari, existând și minorități de romi (1,98%) și germani (1,06%). Apartenența etnică nu este cunoscută în cazul a 1,25% din locuitori. Nu există o religie majoritară, locuitorii fiind romano-catolici (33,69%), persoane fără religie (19,96%), reformați (18,56%) și atei (2,03%). Pentru 24,09% din locuitori nu este cunoscută apartenența confesională.